# NGC 4335
NGC 4335 é uma galáxia elíptica (E) localizada na direcção da constelação de Ursa Major. Possui uma declinação de +58° 26' 40" e uma ascensão recta de 12 horas, 23 minutos e 01,9 segundos.
A galáxia NGC 4335 foi descoberta em 17 de Abril de 1789 por William Herschel.